# The Prince
The Prince is de debuutsingle van de Britse ska-popband Madness. Het is geschreven door saxofonist Lee Thompson en haalde in Engeland de 16e plaats. 

## Achtergrond
The Prince is een eerbetoon aan de Jamaicaanse ska-pionier Prince Buster naar wiens nummer Madness (opgenomen als B-kant) de band is vernoemd. De single verschijnt 10 augustus 1979 op het 2-Tone-label en wordt veelvuldig gedraaid in het radioprogramma van John Peel. Een videoclip van The Prince bestaat niet, wel koopt Madness de rechten van het tweede optreden in Top of the Pops. Omdat het  2-Tone contract eenmalig is tekent Madness bij Stiff en worden beide kanten van de single heropgenomen voor het album One Step Beyond..., wederom vernoemd naar een compositie van Buster. 
In 1992, als Madness na zes jaar afwezigheid weer gaat optreden, worden tijdens het Madstock-concert de openings- en sluitingszin van The Prince bewaarheid. 
"An earthquake is erupting" ... Het festival veroorzaakt een lichte aardbeving.
"Bring back The Prince" ... Prince Buster verschijnt op het podium om mee te doen tijdens One Step Beyond en Madness.
Suggs · Mike Barson · Lee Thompson · Chris Foreman · Mark Bedford · Daniel Woodgate · Chas Smash